# Dendropsophus sanborni
Espèce
Synonymes
- Hyla sanborni Schmidt, 1944

Statut de conservation UICN

 LC  : Préoccupation mineure
Dendropsophus sanborni est une espèce d'amphibiens de la famille des Hylidae.

## Répartition
Cette espèce se trouve jusqu'à 1 000 m d'altitude, :
- au Brésil dans les États du Rio Grande do Sul, de Santa Catarina, du Paraná et de São Paulo ;
- en Uruguay ;
- dans le nord de l'Argentine ;
- dans l'est du Paraguay.

## Étymologie
Cette espèce est nommée en l'honneur de Colin Campbell Sanborn (1897-1962).

## Publication originale
- Schmidt, 1944 : New frogs from Misiones and Uruguay. Zoological Series Field Museum of Natural History, vol. 29, no 9, p. 153-160. (texte intégral)